# 望月源氏
望月 源氏（もちづき げんじ、2000年2月23日 - ）は、静岡県静岡市出身の元プロ野球選手（内野手）。

## 経歴
静岡市清水区生まれ。小学2年生のときに有度ドジャースで野球を始め、東海大学付属静岡翔洋中、オイスカ高でプレーを継続。小柄な体格であり、幼い頃から父親に「誰よりも練習をしなきゃいけない」と言われ、その教えに従って努力を重ねた。
高校卒業後は静岡産業大学に進学。東海地区大学野球連盟の静岡学生野球連盟に加盟する同大学硬式野球部では、2年秋からレギュラーの座をつかむ。3年秋は打率.429でリーグ首位打者を獲得。4年秋も打率.333と打撃好調で、盗塁王とベストナインを獲得した。
大学のリーグ戦終了後は「とにかく野球がしたくて環境を求めていた」と独立リーグ入りを決意し、2021年のNPBドラフト後にプロ野球志望届を提出し、翌年より新たに開催される日本海オセアンリーグのドラフト会議にて富山GRNサンダーバーズに5巡目で指名される。富山球団と選手契約を結び、2022年は「M-GENJI」の登録名でプレー。1年目からレギュラーとして出場し、同年内に行われた各NPBファームチームとの交流戦メンバーに幾度も選出された。2023年からは富山球団の所属リーグが日本海リーグに変更となったが引き続き所属し、登録名を「源氏」に変更した。同年はチームの主将を務める。2023年シーズン終了後に退団が発表され、付されたコメントで「自分の選手としての野球人生はここで終わります」と述べた。
2024年2月2日、研修を経て学生野球資格を回復した。

## 選手としての特徴
大学時代は俊足強打の遊撃手として活躍し、コンタクト能力に長けた打撃と、50m5秒8の脚力を持つ。

## 詳細情報

### 独立リーグでの年度別打撃成績
| 年 度    | 球 団    | 試 合 | 打 席 | 打 数 | 得 点 | 安 打 | 二 塁 打 | 三 塁 打 | 本 塁 打 | 塁 打 | 打 点 | 盗 塁 | 盗 塁 死 | 犠 打 | 犠 飛 | 四 球 | 敬 遠 | 死 球 | 三 振 | 併 殺 打 | 打 率 | 出 塁 率 | 長 打 率 | O P S |
| -------- | -------- | ----- | ----- | ----- | ----- | ----- | -------- | -------- | -------- | ----- | ----- | ----- | -------- | ----- | ----- | ----- | ----- | ----- | ----- | -------- | ----- | -------- | -------- | ----- |
| 2022     | 富山     | 55    | 245   | 219   | -     | 52    | 7        | 1        | 2        | 67    | 19    | 10    | 1        | 1     | 0     | 24    | -     | 1     | 53    | 4        | .237  | .316     | .306     | .622  |
| 2023     | 富山     | 23    | 85    | 73    | 13    | 22    | 6        | 2        | 0        | 32    | 11    | 3     | 1        | 1     | 0     | 9     | -     | 2     | 17    | 1        | .301  | .393     | .438     | .831  |
| NOL：1年 | NOL：1年 | 55    | 245   | 219   | -     | 52    | 7        | 1        | 2        | 67    | 19    | 10    | 1        | 1     | 0     | 24    | -     | 1     | 53    | 4        | .237  | .316     | .306     | .622  |
| NLB：1年 | NLB：1年 | 23    | 85    | 73    | 13    | 22    | 6        | 2        | 0        | 32    | 11    | 3     | 1        | 1     | 0     | 9     | -     | 2     | 17    | 1        | .301  | .393     | .438     | .831  |

- 2023年度シーズン終了時

### 背番号
- 6 （2022年 - 2023年）

### 登録名
- M-GENJI （エムゲンジ、2022年）
- 源氏 （げんじ、2023年）